# Garrelt Duin
Garrelt Duin (ur. 2 kwietnia 1968 w Leer) – niemiecki polityk, prawnik i samorządowiec, w latach 2000–2005 poseł do Parlamentu Europejskiego, deputowany do Bundestagu.

## Życiorys
Ukończył studia prawnicze i teologię protestancką, kształcąc się na uczelniach w Bielefeld i Getyndze. Zdał państwowe egzaminy prawnicze pierwszego i drugiego stopnia. Pracował jako referent w przedsiębiorstwie, w 1998 rozpoczął prowadzenie własnej praktyki adwokackiej.
Zaangażował się w działalność Socjaldemokratycznej Partii Niemiec. W 2001 wszedł w skład jej zarządu krajowego, a od 2005 do 2010 kierował strukturami tego ugrupowania w Dolnej Saksonii. W latach 2001–2006 był przewodniczącym rady gminy Hinte.
W 2000 z ramienia Socjaldemokratycznej Partii Niemiec po raz pierwszy objął mandat deputowanego do Parlamentu Europejskiego. W wyborach w 2004 z powodzeniem ubiegał się o reelekcję z ramienia SPD. Był członkiem grupy socjalistycznej, pracował m.in. w Komisji Przemysłu, Badań Naukowych i Energii.
Z PE odszedł w 2005 w związku z wyborem na posła do Bundestagu 16. kadencji. W wyborach parlamentarnych w 2009 utrzymał mandat na 17. kadencję. W 2012 został ministrem gospodarki, energii, przemysłu, małej i średniej przedsiębiorczości oraz rzemiosła w rządzie kraju związkowego Nadrenia Północna-Westfalia. Urząd ten sprawował do 2017. W 2018 podjął pracę w jednym z przedsiębiorstw koncernu Thyssenkrupp w Dortmundzie.